# Lys Mouithys
Dyzaiss-Lys Mouithys Mickalad (Brazaville, República del Congo, 4 de julio de 1985), futbolista congoleño. Juega de volante y su actual equipo es el WAC Casablanca de la Botola de Marruecos.

## Selección nacional
Ha sido internacional con la Selección de fútbol del Congo, ha jugado 6 partidos internacionales y ha anotado 3 goles.

## Clubes
| Club                 | País      | Año       |
| -------------------- | --------- | --------- |
| Stade Briochin       | Francia   | 2000-2003 |
| Girondins de Burdeos | Francia   | 2003-2006 |
| SO Châtellerault     | Francia   | 2006-2007 |
| Hyères FC            | Francia   | 2007      |
| AS Cherbourg         | Francia   | 2007-2008 |
| FC Libourne          | Francia   | 2008-2009 |
| WAC Casablanca       | Marruecos | 2009-     |

- Datos: Q1856221